# Grand-Prix Triberg-Schwarzwald
Il Grand-Prix Triberg-Schwarzwald (it.: Gran Premio Triberg-Foresta Nera), noto fino al 2004 come Grand-Prix Schwarzwald, era una corsa in linea di ciclismo su strada maschile che si svolse nell'area della Foresta Nera, nel Baden-Württemberg, in Germania, dal 2002 al 2009 nel mese di giugno. Fondato nel 2002, dal 2005 fece parte del circuito UCI Europe Tour come classe 1.1.

## Albo d'oro
Aggiornato all'edizione 2009.
| Anno | Vincitore          | Secondo              | Terzo                |
| ---- | ------------------ | -------------------- | -------------------- |
| 2002 | Jørgen Bo Petersen | Leonardo Bertagnolli | Torsten Hiekmann     |
| 2003 | Torsten Hiekmann   | Björn Glasner        | Leonardo Bertagnolli |
| 2004 | Markus Fothen      | Sylwester Szmyd      | Tomislav Dančulović  |
| 2005 | Fabian Wegmann     | Fortunato Baliani    | Jörg Ludewig         |
| 2006 | Jure Golčer        | Steve Morabito       | Hrvoje Miholjević    |
| 2007 | Radoslav Rogina    | Matija Kvasina       | Peter Velits         |
| 2008 | Mathias Frank      | Marco Pinotti        | Stefan Schumacher    |
| 2009 | Heinrich Haussler  | Jan Bakelants        | Johannes Fröhlinger  |